# Boris Onisjtjenko
Boris Grigorevitj Onisjtjenko (ryska: Борис Григорьевич Онищенко) född den 19 september 1937 Beresnjaky, Poltava, Ukrainska SSR, Sovjetunionen, är en tidigare ukrainsk/sovjetisk modernfemkampare som tävlade i OS 1968, 1972 och 1976. Onisjtjenko är ökänd för att ha blivit diskvalificerad för fusk vid OS 1976.
Onisjtjenko kom på  5:e plats i lagtävlingen vid OS 1968 och tog guld i lagtävlingen och silver individuellt vid OS München 1972 och var vid OS Montreal 1976 en av favoriterna i modern femkamp såväl i lagtävlingen som individuellt. För att förbättra sina chanser i delgrenen fäktning valde han att manipulera sin värja genom att montera in en liten knapp vid handtaget som han kunde markera träffar med.
I matchen mot Jeremy Fox, Storbritannien noterade britten att Onisjtjenko fick några väldigt märkliga träffar markerade och begärde att motståndarens värja skulle kontrolleras. Onisjtjenko försökte först att lämna in en annan värja för sedan att lämna in den riktiga utan att domarna kunna konstatera några felaktigheter. Jeremy Fox insisterade på att värjan var felaktig så en tredje kontroll genomfördes och då upptäcktes slutligen knappen och Onisjtjenko diskvalificerades omedelbart. Detta innebar Montréalspelens största skandal och Sovjetunionen förlorade sannolikt lagguldet i och med Onisjtjenkos fusk. Han skickades hem och stängdes av på livstid.
Onisjtjenko blev efter sitt OS-guld i München 1972 tilldelad Arbetets röda band och är även Hedrad idrottsmästare i Sovjetunionen. Han var tidigare major i Sovjetunionens ingenjörstrupper och bor nu i Kiev.

### Fotnoter
1. ↑  Marcus Leifby (11 februari 2009). ”Fem klassiska sportfusk vi minns”. Sportbladet. http://www.aftonbladet.se/sportbladet/article11649703.ab. Läst 26 april 2016.